# 弗洛里安·贝克
弗洛里安·贝克（德語：Florian Becke，1983年3月15日—），德国男子雪车运动员，2002年开始参加比赛。他曾代表德国参加国际雪车联合会世界锦标赛，获得一枚金牌。